# Basketball-Ozeanienmeisterschaft der Damen 1995
Die Basketball-Ozeanienmeisterschaft der Damen 1995, die siebte Basketball-Ozeanienmeisterschaft der Damen, fand zwischen dem 18. und 22. Juni 1995 in Sydney, Australien statt, das zum vierten Mal die Meisterschaft ausrichtete. Gewinner war der Gastgeber, der zum sechsten Mal den Titel erringen konnte. In der Serie konnte Neuseeland mit 2:0 Siegen geschlagen werden. Auf ein drittes Spiel wurde verzichtet, da die Serie schon entschieden war.

## Teilnehmende Mannschaften
Australien

 Neuseeland

## Modus
Gespielt wurde in Form einer Best-of-Three Serie. Die Mannschaft, die zuerst zwei Siege erringen konnte, wurde Basketball-Ozeanienmeister der Damen 1995. 

## Ergebnisse
| 18. Juni 1995 |  | Australien | 89 – 44 | Neuseeland |  |
| 18. Juni 1995 |  |            |         |            |  |
| 18. Juni 1995 |  |            |         |            |  |
| 18. Juni 1995 |  |            |         |            |  |

| 22. Juni 1995 |  | Australien | 79 – 45 | Neuseeland |  |
| 22. Juni 1995 |  |            |         |            |  |
| 22. Juni 1995 |  |            |         |            |  |
| 22. Juni 1995 |  |            |         |            |  |

| Australien            |
| Meister Australien    |
| Sechste Meisterschaft |

## Abschlussplatzierung
| Rang | Mannschaft |
| ---- | ---------- |
| 1    | Australien |
| 2    | Neuseeland |

Australien qualifizierte sich durch den 2:0-Erfolg für die Olympischen Sommerspiele 1996 in Atlanta, Vereinigte Staaten von Amerika.